# Hässleby
Hässleby est un village du Småland incorporé depuis 1971 à Södra Vedbo härad (sv) dans la commune d’Eksjö (Comté de Jönköping).

## Personnalités liées
- Otto Nordenskjöld, y est né en 1869.